# Arkebusering

Arkebusering i en känd målning av Francisco de Goya (”Den 3 maj 1808: arkebusering i Madrid”).

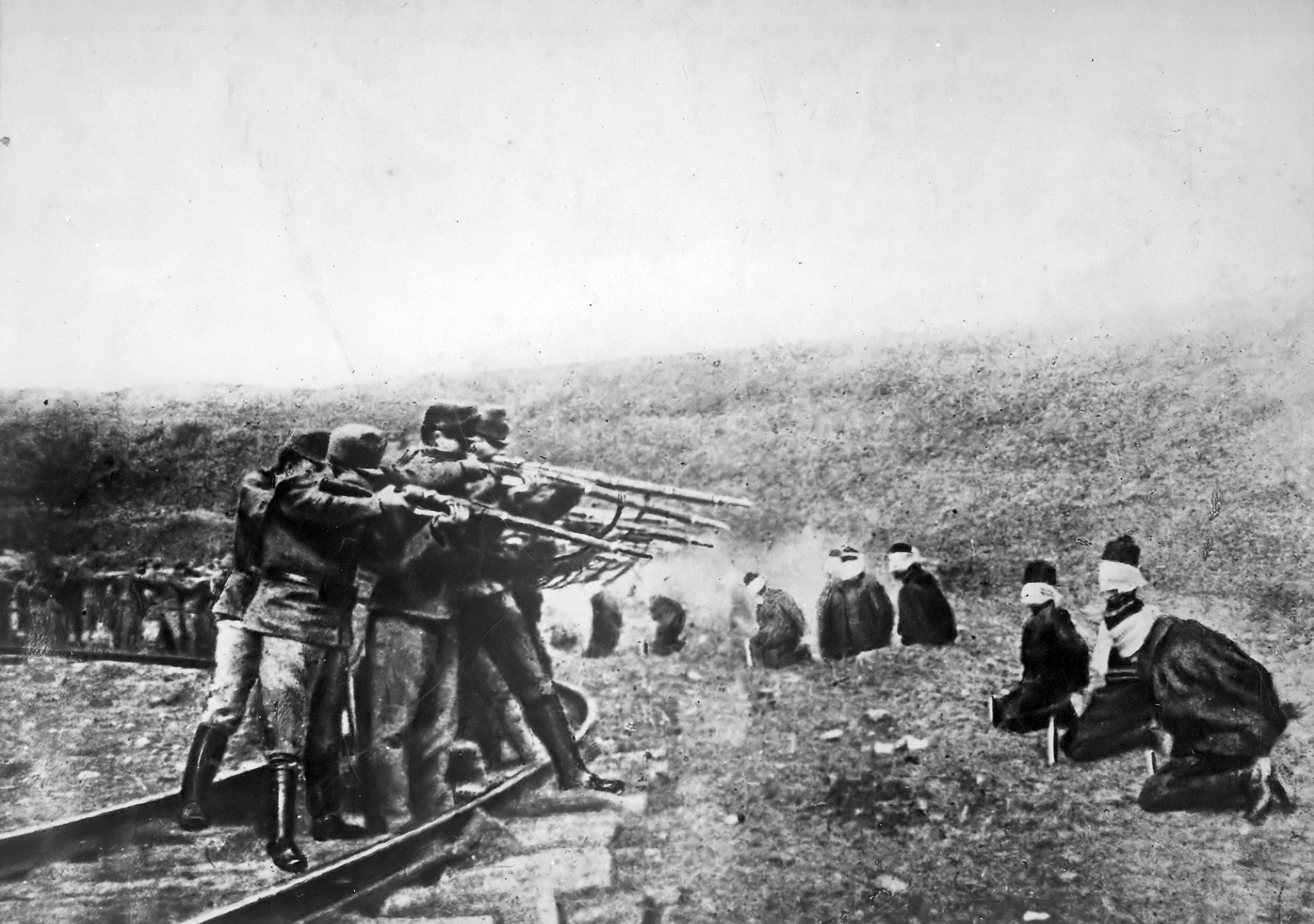
Österrikiska soldater avrättar serbiska fångar under första världskriget.

Arkebusering är avrättning med gevär. Metoden tillämpas både i militära sammanhang och i det civila. I militära sammanhang utförs avrättningen av en grupp soldater, vanligtvis upp till nio, som samtidigt avfyrar sina gevär på kort avstånd mot den dödsdömde. Det är vanligt att ett eller flera av vapnen är laddade med lös ammunition för att minska de kommenderade soldaternas skuldkänslor, då det innebär att man aldrig kan veta vem som utdelade det dödande skottet. Det är också vanligt att målen har ögonbindel av samma skäl, soldaterna ska slippa se de ledsna eller panikslagna ögonen.

## Etymologi
Etymologiskt härleds termen arkebusering från franskans arquebuser, av arquebuse (arkebuse), som är lånat från italienskans archibuso, vilket i sin tur kommer av lågtyskans hakebusse ”hakebössa”.

## Militär arkebusering
I militära sammanhang är arkebusering en avrättningsmetod som framför allt har använts på spioner och militära förbrytare. Dock ansågs arkebusering vara för ärofyllt för krigsförbrytare som dömdes i Nürnbergrättegångarna 1946 efter andra världskriget, varför de dödsdömda istället hängdes. De båda dödsdömda militärerna vid Nürnbergprocessen 1945-1946, Wilhelm Keitel och Alfred Jodl, bad att få bli arkebuserade, men ansökan avslogs.

## Civil arkebusering
I civila sammanhang har arkebuseringen varit relativt ovanlig. Den amerikanska delstaten Utah har länge använt den som standardmetod, med rötter i mormonernas doktrin om blodsrättvisa som en väg till försoning, varför man även hade halshuggning inskrivet i lagboken. Senare erbjöds även hängning, vilket var den helt dominerande metoden, som alternativ. I Utah arkebuserades år 1915 Joe Hill, en känd svensk-amerikansk fackföreningsman. Den första avrättningen efter att dödsstraffet funnits författningsenligt i USA 1976, av Gary Gilmore 1977, ägde rum i Utah genom arkebusering. 
I South Carolina i mars 2025 användes arkebusering senaste gången och första gången på 15 år i USA, då den för dubbelmord dömde  Brad Sigmon avrättades. 
I Utah i juni 2010 användes arkebusering då den för dubbelmord dömde Ronnie Lee Gardner avrättades. Givet metoden följdes processen mot Gardner av stor uppmärksamhet. Utah förbjöd arkebusering som avrättningsmetod 2004, men reformen var inte retroaktiv och Gardner hade då dömts många år tidigare. Arkebusering återinfördes som alternativ 2015, under en kris för dödsstraffet då flera delstater hade svårigheter i att förvärva de läkemedel som användes vid giftinjektioner. Metoden har även använts i Nevada 1913, före alla mer ålderdomliga metoder ersattes av gaskammaren, och infördes som alternativ i Oklahoma och South Carolina under 2010-talet, även om Oklahoma ännu utfört arkebuseringar. 
Utöver Utah och Nevada har ett antal stater i Latinamerika, Afrika och Asien genomfört arkebuseringar. Mexiko använde den frekvent efter revolutionen innan användandet av dödsstraffet dog ut under 1950- och 1960-talet. Tidigare hade även Maximilian I av Mexiko avrättats genom arkebusering. I Afrika har metoden använts bl.a. i Demokratiska republiken Kongo, där den mördade presidenten Laurent Kabilas mördare sköts 2001. Även Ekvatorialguineas förste president Francisco Macías Nguema avrättades genom arkebusering efter sitt fall 1979. I Thailand var arkebusering, med automatiserad kulspruta, standardmetod även för civila avrättningar innan den ersattes av giftinjektion 2003. 
I Europa förknippas metoden nästan helt med militär straffrätt, men har använts så sent som 1989, mot Rumäniens nyss störtade diktator Nicolae Ceausescu och hans hustru, vilket tidigare var standardmetoden under kommunisttiden, under rådande rumänska revolutionen med krigsliknande förhållanden. Även i Schweiz var metoden den sista som användes 1944, mot två soldater, vilket ägde rum under militär straffrätt, fastän Schweiz inte var direkt inblandat i andra världskriget. Ungefär samtidigt användes metoden i Finland, vilket under kriget även användes för civila brott. I Frankrike avrättades överstelöjtnant Jean-Marie Bastien-Thiry 1963 efter det misslyckade mordförsöket mot president Charles de Gaulle i Petit-Clamart 1962. Även Spanien under Francisco Franco verkställde dödsdomar med arkebusering, inklusive landets sista fem avrättningar 1975. Detta anses ha varit under intrycket att den normala civila metoden garrottering var så illa ansedd i västvärlden att den gav regimen utomordentligt dålig publicitet. Arkebusering hade dock använts tidigare 1972, mot Pedro Martinez Exposito, för rånmord, samt återkommande sedan inbördeskriget. Metoden har också funnits i svensk militär straffrätt till 1972 som avrättningsmetod för brott under krigstid.

## Övrigt
- Norge gjorde upp med sitt förflutna genom att arkebusera Vidkun Quisling 1945. Ett flertal andra landsförrädare och gestapoagenter avrättas också under perioden efter andra världskriget, däribland Henry Rinnan.
- På juldagen 1989 arkebuserades Rumäniens president Nicolae Ceaușescu och hans fru Elena Ceaușescu.
- Arkebusering var den officiella avrättningsmetoden i Finland från självständigheten 1917 till 1949, när den blev övergiven för fredstid i finsk lag. Dödsstraffet övergavs för alla brott i Finland år 1972.
- Arkebusering var den avrättningsmetod som Saddam Hussein önskade sig, han blev dock hängd.
- Den förste person som avrättades efter perioden då dödsstraffet ansågs vara konstitutionsvidrigt i USA, Gary Gilmore, avrättades genom arkebusering.
- Iran är ett land som även idag använder arkebusering.
- Den 19 november 1915 arkebuserades den facklige ledaren Joe Hill i Salt Lake City.
- Den 28 april 1945 arkebuserades Benito Mussolini, Italiens fascistiske diktator 1922-1943.